# 绥芬厅
绥芬厅，清朝时设置的厅。
光绪二十八年（1902年）置，治所在今黑龙江省东宁县东南三岔口；翌年，徙治宁古塔城。宣统元年（1909年）四月升为绥芬府。 
光绪三十四年（1908年）绥芬厅所属的宁古塔、三岔口、穆棱河共有6272户，男女大小28859丁口。